# متحف بيت الساعة
كان متحف "كاسا ديل ريلوخ" متحفًا في مدينة مليلية الإسبانية ، يقع في برج الفيلا ، في أول سور محصن في مليلية القديمة . يوفر المتحف إمكانية الوصول إلى البطارية الملكية وكنيسة إنرامادا .

## تاريخ
تم إنشاؤه بفضل نقل الفنان أندريس جارسيا إيبانيز من ألميريا جزءًا من مجموعته إلى مدينة مليلية المستقلة ، والتي تعرض أيضًا جزءًا من مجموعته الفنية.  

## محتويات
كان يحتوي على ستة غرف يعود تاريخها إلى siglo الثامن عشر ، يتم عرض واقعية القرن التاسع عشر والشكل الجديد والوثائقية الفوتوغرافية الإسبانية، بالإضافة إلى منحوتات لخوان لوبيز أو إميليو مانيسكو باكاريلي أو فيليكس ألونسو أو مصطفى عروف ، ولوحات لفينسنتي مايسو كايويلا أو فيكتوريو مانشون أو كارلوس مونسيرات أو إدواردو موريلاس أو فرانسيسكو هيرنانديز .     

## روابط خارجية
- الموقع الرسمي